# De dolle duikboot
De dolle duikboot is een  stripverhaal uit de reeks van Jerom.

## Locaties
Dit verhaal speelt zich af op de volgende locaties:
- hotel, grot, oude hoeve, Morotari-burcht

## Personages
In dit verhaal spelen de volgende personages mee:
- Jerom, Odilon, professor Barabas, tante Sidonia, president Arthur, toeristen, personeel hotel, hoteleigenaar, speleologe, kelner, man, Bulle, Bak, David Rijkzak, bemanning

## Het verhaal
Jerom heeft vakantie en maakt per ongeluk het zwembad stuk, waarna hij uit het hotel wordt gestuurd. Vlak daarna blijkt de dochter van de hoteleigenaar in een grot vast te zitten en hij vraagt hulp, omdat hij heeft gehoord dat Jerom een stuntman is. Jerom beloofd te helpen en krijgt champagne van de hoteleigenaar. Het duo wordt gevolgd door een mysterieuze man. Jerom redt het meisje uit de grot en de man besluit Jerom in te schakelen om een gezonken duikboot boven water te halen. Hij stuurt Bulle en Bak naar het hotel en ze verdoven hem en nemen hem mee naar een oude hoeve. Jerom weigert de opdracht, maar dan wordt de dochter van de hoteleigenaar gekidnapt en het gezelschap gaat met een watervliegtuig naar de locatie. 
Jerom haalt de duikboot van de bodem van de oceaan en verslaat de mannen daarna. Hij gaat met de dochter van de hoteleigenaar met het watervliegtuig weg van de plek. Vanaf de duikboot wordt geschoten en ze moeten in zee landen. Een voorbijkomend schip haalt Jerom en het meisje aan boord en er worden gastenkamers klaargemaakt. David vertelt dat hij de brandkast met de juwelen van zijn vrouw vervoerd. Dan wordt de duikboot gesignaleerd en er wordt gedreigd het schip tot zinken te brengen als de brandkast niet gegeven wordt. Het schip zend een S.O.S. uit en het eerste schot van de duikboot verbrijzelt het roer. Jerom maakt een knoop in de loop, maar dan gebruikt de duikboot torpedo's.
Jerom kan voorkomen dat de torpedo's het schip raken, maar dan vaart de duikboot in volle vaart op het schip af. Jerom komt aan boord van de duikboot en kan de mannen verslaan. Hij gaat naar de machinekamer en legt de machines stil. Jerom kan een botsing voorkomen en wordt door de opvarenden bedankt. De piraten zijn vastgebonden en in het ruim opgesloten. Dan komt er een slagschip langszij en de bende wordt uitgeleverd. Jerom krijgt als dank een duikboot van zuiver goud van David. Dan gaat Jerom terug naar de Morotari-burcht en vertelt wat er is gebeurd. Zijn vrienden prijzen Jerom voor zijn heldhaftige optreden tijdens zijn vakantie. Dan ontdekt Odilon dat de gouden duikboot vol diamanten zit. 's Nachts droomt Jerom over zijn avonturen met de dochter van de hoteleigenaar.